# Кэллис, Джеймс
Джеймс Кэ́ллис (англ. James Callis, род. 4 июня 1971, Лондон) — британский театральный и телевизионный актёр и режиссёр, лауреат премии «Сатурн». Наиболее известен как доктор Гай Балтар в американско-канадском научно-фантастическом телесериале «Звёздный крейсер „Галактика“» (2003—2009) и друг главной героини по имени Том в британско-французских комедийных фильмах «Дневник Бриджит Джонс» (2001) и «Бриджит Джонс: Грани разумного» (2004).

## Биография
Джеймс Кэллис родился 4 июня 1971 года в Лондоне. Джеймс и две его сестры выросли в небольшой гостинице напротив музея Шерлока Холмса, владельцами которой были их родители. Джеймс Кэллис — еврей, а среди его предков иммигранты из Польши и России.
В юности Джеймс мечтал стать музыкантом, играл на фортепиано и сочинял собственные песни. В 1990 году после окончания частной школы Харроу на северо-западе Лондона он поступил в Университет Йорка, где получил известность как активный участник театральной жизни: автор пьес, режиссёр и актер. Одну из своих ролей Кэллис сыграл в постановке Кембриджского университета пьесы Гарольда Пинтера «День рождения» (англ. The Birthday Party). В 1993 году он окончил обучение со степенью бакалавра по английской литературе и поступил в Лондонскую академию музыкального и драматического искусства, где студентом которой был до 1996 года.

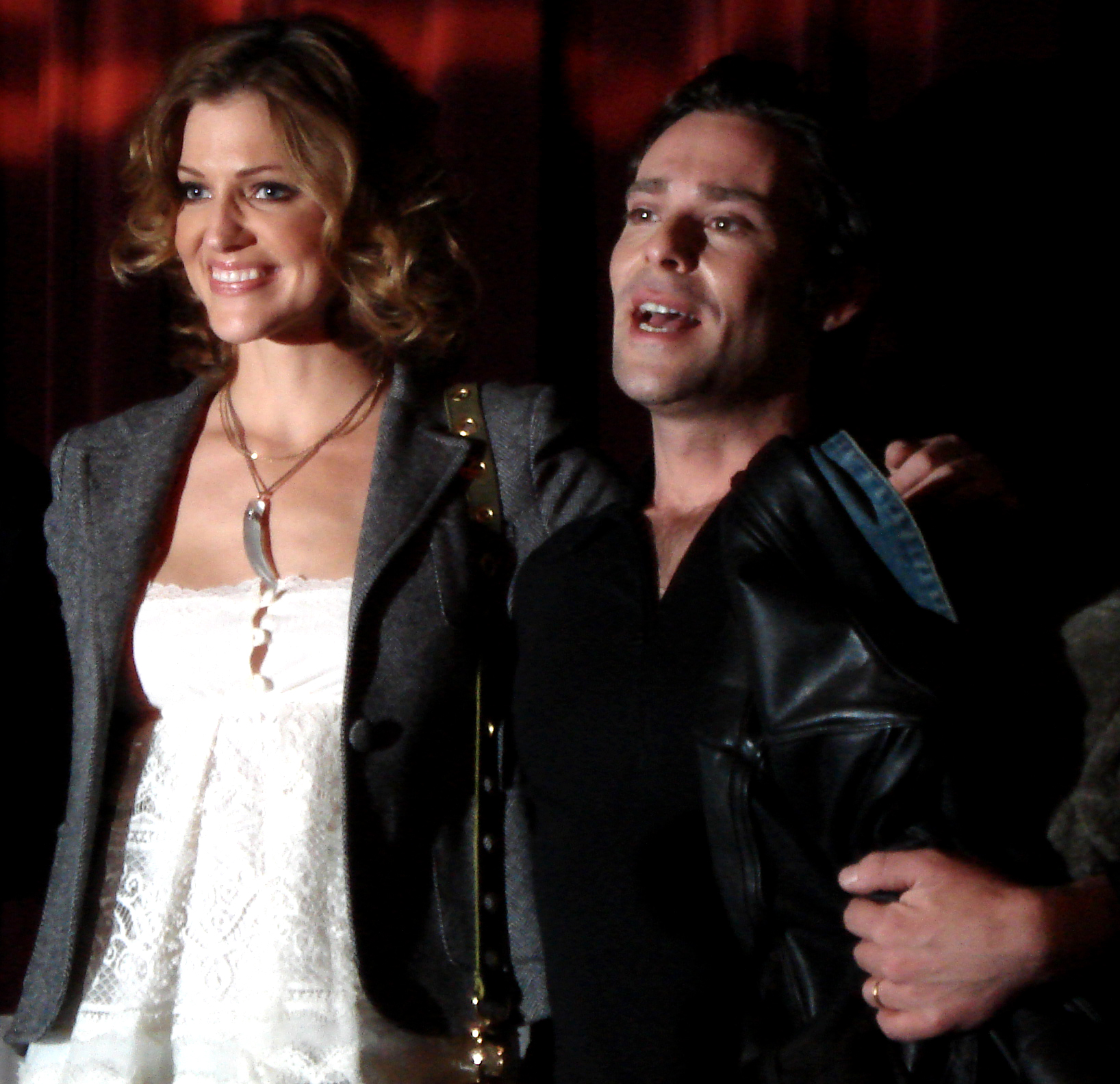
Джеймс Кэллис с актрисой Тришей Хелфер (Нью-Йорк, 2007)

### Карьера
В 1996 году Кэллис получил театральную премию имени Джека Тинкера как самый многообещающий дебютант за роль в пьесе «Зловещие старые песни» (англ. Old Wicked Songs) Джона Марана, в Театре Гилгуда. В этой постановке для двоих партнёром Кэллиса стал известный актёр Боб Хоскинс. В 90-х Кэллис принял участие в пьесе «Дилемма доктора» (англ. The Doctor's Dilemma) театра Альмейда, радиопостановках и нескольких проектах на британском телевидении. Первым появлением на телеэкране стала комедия «Самое ужасное убийство», где ему досталась небольшая роль полицейского, пытающегося флиртовать с персонажем Минни Драйвер, затем многосерийная драма «Солдат, солдат», где Кэллис играл в течение целого сезона, и мини-сериал по эпическим романам Энтони Поуэлла «Танец под музыку времени», где среди актёрского состава были таки знаменитости как Эдвард Фокс и Джон Гилгуд, а сам Кэллис сыграл молодого любовника персонажа Миранды Ричардсон.
Среди самых заметных работ 1998 года стала главная роль в одной из серий телесериала по книгам Рут Ренделл.
В 1999 году состоялся его дебют как кинорежиссёра и сценариста сначала в короткометражном фильме, а затем в малобютжетном полнометражной комедии «Новичкам везёт» (англ. Beginners' Lacky), где он также сыграл одну из ролей вместе с Джули Делпи, Стивеном Берокофф и Финеллой Филдинг. В 2001 году фильм был показан на Лондонском кинофестивале. В 2002 году фильм вышел в ограниченный прокат в единственном кинотеатре Лондона и нескольких студенческих кинотеатрах Великобритании.
В 2001 году Кэллис дебютировал на большом экране в однои из самом успешных британских фильмов всех времен, комедийной мелодраме «Дневник Бриджит Джонс» по роману Хелен Филдинг вместе с Рене Зеллвегер, Хью Грантом и Колином Фёртом в роли гомосексуалиста Тома, приятеля Бриджит.
После нескольких ролей на телевидении Кэллис в 2002 году вернулся на театральные подмостки театра Сохо в главной роли в комедии «Такого ты не говорил прошлой ночью» (англ. Things You Shouldn't Say Past Midnight) американского драматурга Питера Акермана.
В 2003 году Кэллис сыграл мужа легендарной Елены, царя Менелая, в мини-сериале телесети USA Network «Елена Троянская», после чего получил приглашение на съемочную площадку ремейка культового американского фантастического телесериала «Звёздный крейсер „Галактика“» на роль одного из главных антагонистов, «предателя человеческой расы» доктора Гая Балтара. Проект Рональда Мура и телеканалов SyFy и Sky One был хорошо принят критикой и получил множество премий, включая премию Американской академии научной фантастики, фэнтези и фильмов ужасов за «Лучшую мужскую роль второго плана на телевидении», которую получил Кэллис.
В перерывах между съемками телесериала актёр опять появился на экране как Том в фильме «Бриджит Джонс: Грани разумного» (2004) и снялся в американской экранизации библейской истории о царице Эсфирь «Одна ночь с королём» (2006) вместе с Тиффани Дюпон, Омаром Шарифом, Джоном Рис-Дэвисом и Питером О’Тулом.
В 2009 году после финального четвёртого сезона «Звёздной крейсера „Галактика“» Кэллису получил главную роль в другом проекте SyFy, телефильме «Мерлин и книга чудовищ». Позже он снялся также ещё в одном сериале того же телеканала — в четвёртом сезоне «Эврики».

### Личная жизнь
Жена Джеймса Кэллиса родом из Индии. Свадьба Джеймса и Нейхи состоялась 30 декабря 1998 года, у них двое сыновей и дочь: Джошуа Аман (2003), Саша (2005), Аника Яха (2009).

## Фильмография

### Актёр
- 1996 — Самое ужасное убийство / Murder Most Horrid (телесериал, серия «Confess») — Марк
- 1996 — Солдат, солдат / Soldier Soldier (телесериал, 6 сезон) — майор Тим Форрестер
- 1997 — Танец под музыку времени / A Dance to the Music of Time (телесериал, серия «Post War») — профессор Рассел Гвиннетт
- 1997 — Weekend Bird — Майк
- 1998 — Жар солнца / Heat of the Sun (телесериал, серия «Private Lives») — Клайв Ланьярд
- 1998 — Тайны Рут Ренделл / Ruth Rendell Mysteries (телесериал, серия «The Going Wrong») — Гай Каррен
- 1999 — Багряный первоцвет / The Scarlet Pimpernel (телесериал, серия «Valentin Gautier/The Scarlet Pimpernel Meets Madame Guillotine») — Генри
- 1999 — Гарантия / Surety (короткометражный фильм) — Бен
- 1999 — Секс, чипсы и рок-н-ролл / Sex, Chips & Rock n' Roll (мини-сериал) — Волк (Жюстин де Вер-Монтегю)
- 2000 — Арабские приключения / Arabian Nights (телефильм) — принц Ахмед
- 2000 — Ясон и аргонавты / Jason and the Argonauts (мини-сериал) — Апсирт (брат Медеи)
- 2001 — As If (телесериал, серия «Nicki’s POV») — Себастьян
- 2001 — Новичкам везет / Beginner’s Luck — Марк Фейнман
- 2001 — Дневник Бриджит Джонс / Bridget Jones’s Diary — Том
- 2001 — Виктория и Альберт / Victoria & Albert (телесериал) — Эрнст (брат Альберта)
- 2002 — Охотники за древностями / Relic Hunter (телесериал, сегрия «Faux Fox») — Рауль
- 2003 — Елена Троянская / Helen of Troy (телефильм) — царь Менелай
- 2003 — Звёздный крейсер «Галактика» / Battlestar Galactica (мини-сериал) — доктор Гай Балтар
- 2004—2009 — Звёздный крейсер «Галактика» / Battlestar Galactica (телесериал) — доктор Гай Балтар
- 2003 — Blue Dove (мини-сериал) — Доминик Паско
- 2004 — Бриджит Джонс: Грани разумного / Bridget Jones: The Edge of Reason — Том
- 2004 — Dead Cool — Джош
- 2006 — Одна ночь с королём / One Night with the King — Аман
- 2007 — Звёздный крейсер «Галактика»: Лезвие / Battlestar Galactica: Razor  (телефильм) — доктор Гай Балтар
- 2009 — Звёздный крейсер «Галактика»: Лицо врага / Battlestar Galactica: Face of The Enemy (веб-эпизоды, 9 веб-эпизод) — доктор Гай Балтар (не указан в титрах)
- 2009 — Числа / Num3ers (телесериал, серия «Angels and Devils») — Мейсон Дарейа
- 2009 — Мерлин и книга чудовищ / Merlin and the Book of Beasts (телефильм) — Мерлин
- 2009 — Re-Uniting the Rubins — Дэнни Рубинс
- 2010 — Вспомни, что будет / FlashForward (телесериал, серия «Course Correction», «Goodbye Yellow Brick Road», «The Garden of Forking Paths») — Гэбриэль МкДау (Gabriel McDow)
- 2010 — Эврика (телесериал) / Eureka (телесериал, четвёртый сезон) — Доктор Тревор Грант
- 2012 — Стрела (телесериал) / Arrow (телесериал, первый сезон, 15 серия) — Ловкач
- 2013 — Остинленд / Austenland — Полковник Эндрюс(Colonel Andrews)
- 2016 — Мушкетёры (телесериал) / The Musketeers (телесериал; первый сезон серии 3-4; третий сезон, серия 4) — Эмиль Боньер
- 2017 — 12 обезьян (телесериал) / 12 Monkeys (телесериал, третий сезон) — Свидетель / Эйтан Коул
- 2017 — Кастлвания / Castlevania (мультсериал) — Адриан Цепеш
- 2022 — Звёздный путь: Пикар / Star Trek: Picard  — Морис Пикар

### Сценарист
- 1999 — Гарантия / Surety (короткометражный фильм, совместно с Ником Коэном)
- 2001 — Новичкам везёт / Beginner’s Luck (совместно с Ником Коэном)

### Режиссёр
- 2001 — Новичкам везёт / Beginner’s Luck (совместно с Ником Коэном)

## Награды и номинации
За роль Гая Балтара в телесериале «Звёздный крейсер „Галактика“» Джеймс Кэллис дважды был номинирован на премию «Сатурн» в категории «Лучшая мужская роль второго плана на телевидении» (в 2006 и 2007 годах), и в 2006-м получил награду.